# هاينكل هي 177
هاينكل هي 77 (بالإنجليزية: Heinkel He 177)‏ هي قاذفة قنابل أنتجت في ألمانيا. من صناعة هاينكل. كانت تستخدم بشكل أساسي من قبل سلاح الجو الألماني. كان أول طيران لها في 1939. دخلت الخدمة في 1942، انتهت خدمتها في 1945. صنع منها 1169 طائرة.